# Impeachment de Park Geun-hye
O processo de impeachment de Park Geun-hye consistiu em uma questão processual aberta com vistas ao impedimento da continuidade do mandato de Park Geun-hye como a Presidente da República da Coreia. Park foi acusada de cumplicidade em um caso de tráfico de influência e fraude protagonizado por uma amiga íntima, Choi Soon-sil, que, por sua vez, é suspeita de ter interferido em assuntos de Estado sem possuir cargo público. Esta foi a primeira vez que um chefe de Estado da República da Coreia foi destituído de seu cargo.[carece de fontes?] Em 2004, o processo de impeachment contra o então presidente Roh Moo-hyun foi rejeitado pelo Tribunal Constitucional.
Em 9 de dezembro de 2016 a Assembleia Nacional aceitou o processo de impeachment e Park foi suspensa do cargo por 180 dias. Como resultado, o Primeiro-ministro Hwang Kyo-ahn se tornou no presidente interino durante o período em que a Corte Constitucional analisava o pedido. O impeachment foi aprovado em 10 de março de 2017 por decisão unânime, encerrando a presidência de Park.

## História

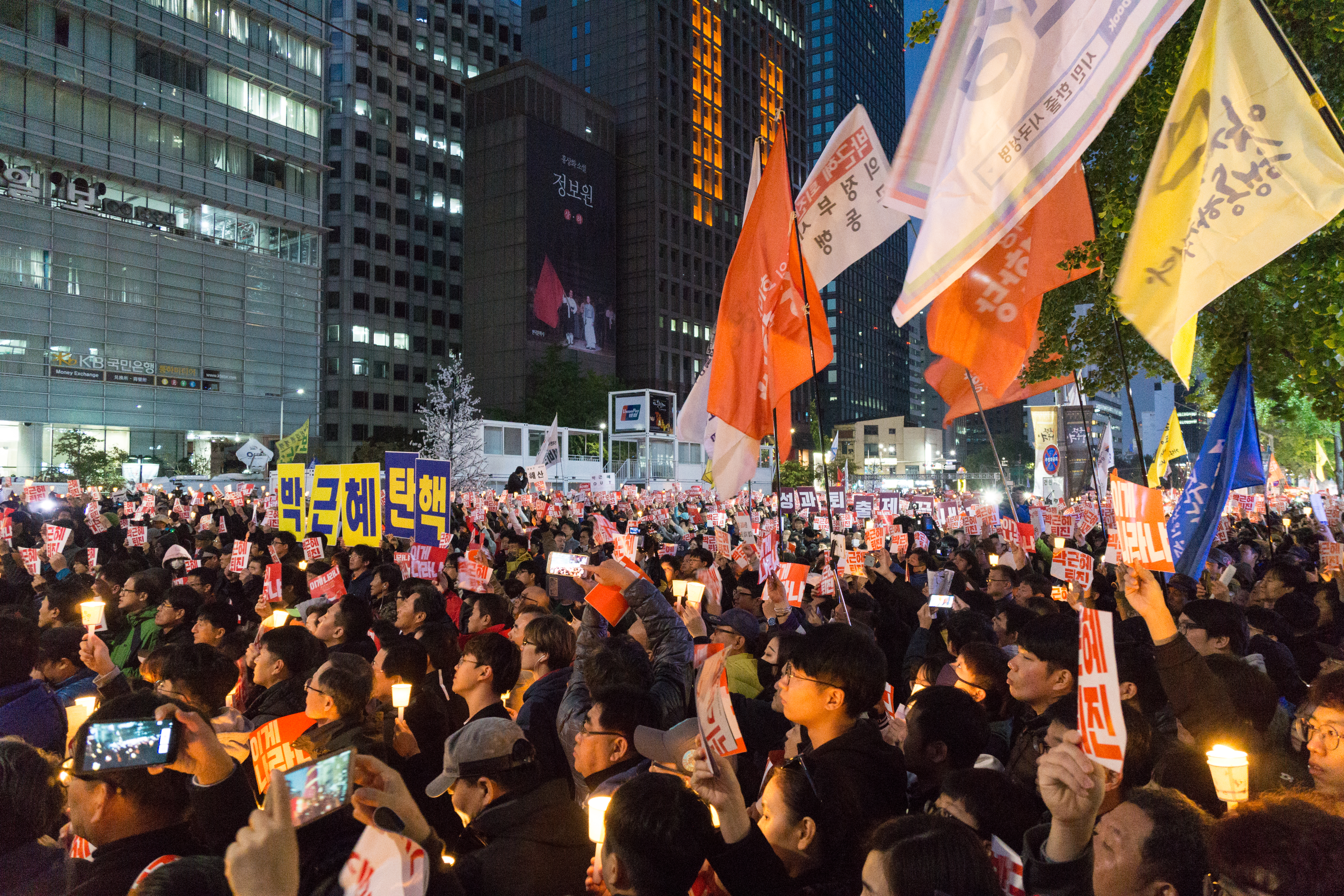
Protesto contra Park Geun-hye em Seul, 29 de outubro de 2016

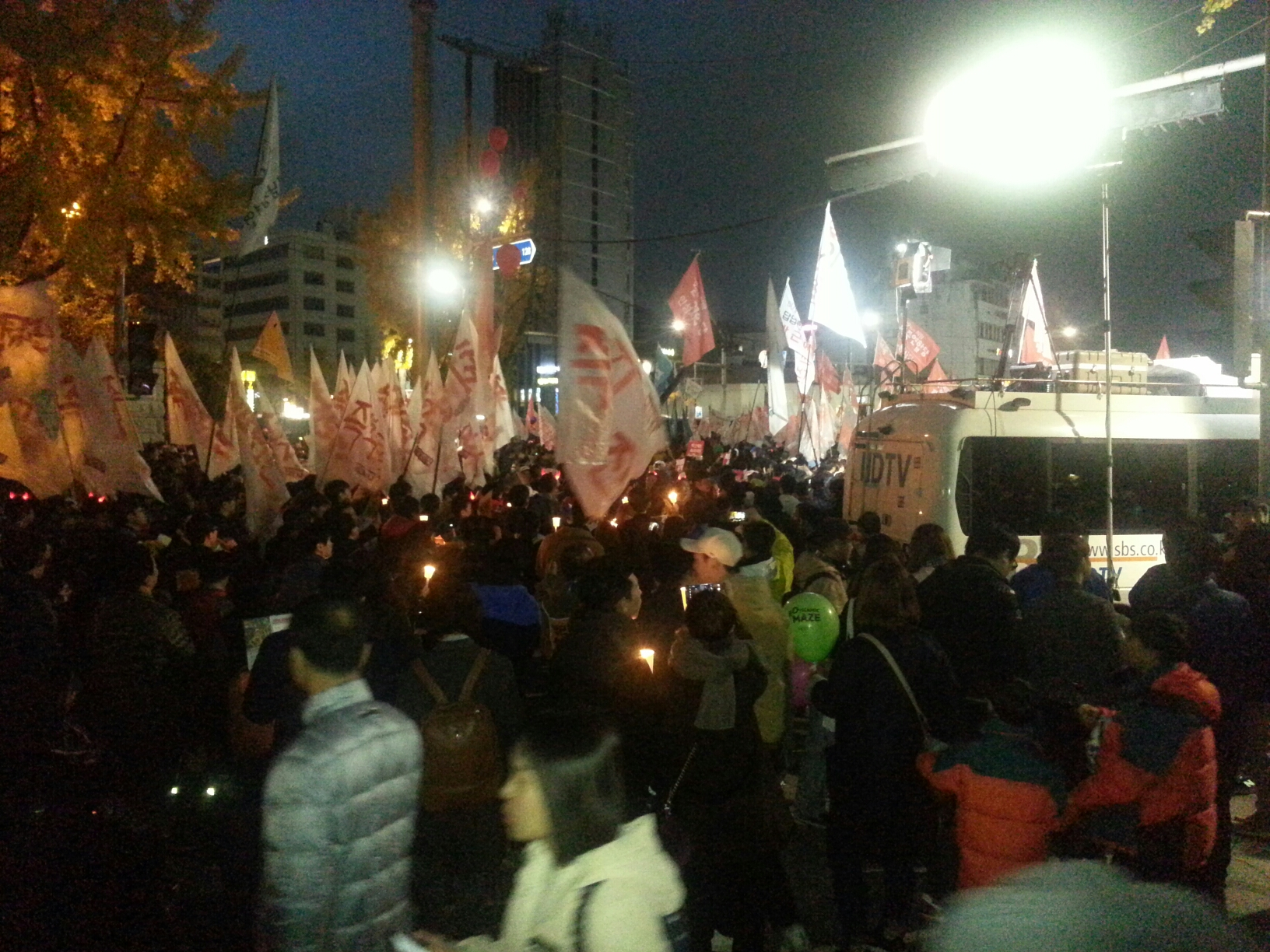
Protesto realizado em novembro de 2016

No final de outubro de 2016, começaram as investigações sobre o relacionamento de Park com Choi Soon-sil, filha do falecido líder do culto da Igreja Eterna e do mentor da presidente Park, Choi Tae-min. A mídia, como a JTBC e a Hankyoreh, relatou que Choi, que não tem nenhum cargo oficial do governo, teve acesso a documentos originais confidenciais e à informação da presidente e agia como uma confidente próxima de Park. Choi e os funcionários de Park, como Ahn Jong-bum e Jeong Ho-sung, usaram sua influência para extorquir 77,4 bilhões de dólares dos conglomerados coreanos e criaram duas fundações de cultura e esportes, a Mir e a K-sports. Choi também é acusada de ter influenciado a Universidade de Mulheres Ewha a mudar seus critérios de admissão para que sua filha, Chung Yoo-ra, pudesse estudar lá. Ahn Jong-bum e Jeong Ho-sung, principais assessores presidenciais, foram presos por abusar do poder e ajudar Choi; eles negaram as irregularidades e alegaram que simplesmente seguiram as ordens da presidente Park.
Em 25 de outubro de 2016, Park reconheceu publicamente sua estreita ligação com Choi. Em 28 de outubro, Park demitiu os principais membros de sua equipe de funcionários, quando suas taxas da aprovação caíram a 4%. Sua taxa de aprovação variou de 1 a 3% entre os cidadãos coreanos com menos de 60 anos de idade, enquanto permaneceu maior de 13% no grupo com mais de 60 anos. É a pior taxa de aprovação da história da Coreia, pior do que o índice de aprovação de 6% do ex-presidente Kim Young-sam, que foi amplamente responsabilizado por forçar a economia coreana a entrar na crise financeira asiática. A controvérsia levou a protestos em massa e comícios em outubro e novembro, que pediam a renúncia da presidente. No dia 12 de novembro, mais de 1 milhão de cidadãos participaram dos protestos na Praça Gwanghwamun, perto da residência presidencial, exigindo a demissão ou a destituição da presidente Park. No dia 19 de novembro, mais um milhão de cidadãos participaram do protesto nacional depois que o presidente Park se recusou a ajudar na investigação sobre as acusações de abuso de poder.
Em 29 de novembro de 2016, Park se ofereceu para renunciar como presidente e convidou a Assembleia Nacional a organizar uma transferência de poder. Os partidos da oposição rejeitaram a oferta, acusando Park de tentar evitar o processo de impeachment.
Em vez disso, a Assembleia Nacional da Coreia do Sul apresentou uma moção de impeachment, que foi votada em 9 de dezembro e aprovada por 234 parlamentares. Devido à ratificação da proposta de impedimento, os poderes e deveres presidenciais de Park foram suspensos e o primeiro-ministro Hwang Kyo-ahn assumiu o poder como presidente em exercício.